# Plesiotriton
Plesiotriton là một chi ốc biển, là động vật thân mềm chân bụng sống ở biển trong họ Cancellariidae.

## Các loài
Các loài trong chi Plesiotriton gồm có:
- Plesiotriton mirabilis Beu & Maxwell, 1987[2]
- Plesiotriton vivus Habe & Okutani, 1981[3]